# Metalingus
Metalingus è un singolo del gruppo musicale statunitense Alter Bridge, pubblicato il 18 agosto 2017 come secondo estratto dal terzo album dal vivo Live at the O2 Arena + Rarities.

## Descrizione
Si tratta di una versione dal vivo dell'omonimo brano originariamente contenuto nell'album di debutto del gruppo, One Day Remains, pubblicato nel 2004. Il testo del brano parla di quando si arriva a un obiettivo fondamentale della propria vita, dopo aver aspettato tanto tempo, e aver sacrificato tanto.
La versione in studio, inoltre, viene utilizzata dal wrestler della WWE Edge come theme song a partire dal 2004.

## Tracce
1. Metalingus (Live) – 5:18

## Formazione
- Myles Kennedy – voce, chitarra
- Mark Tremonti – chitarra, voce
- Brian Marshall – basso
- Scott Phillips – batteria